# Biblioteca Fabroniana
La Biblioteca Fabroniana è una biblioteca di conservazione situata in piazza San Filippo 1 a Pistoia.

## Storia

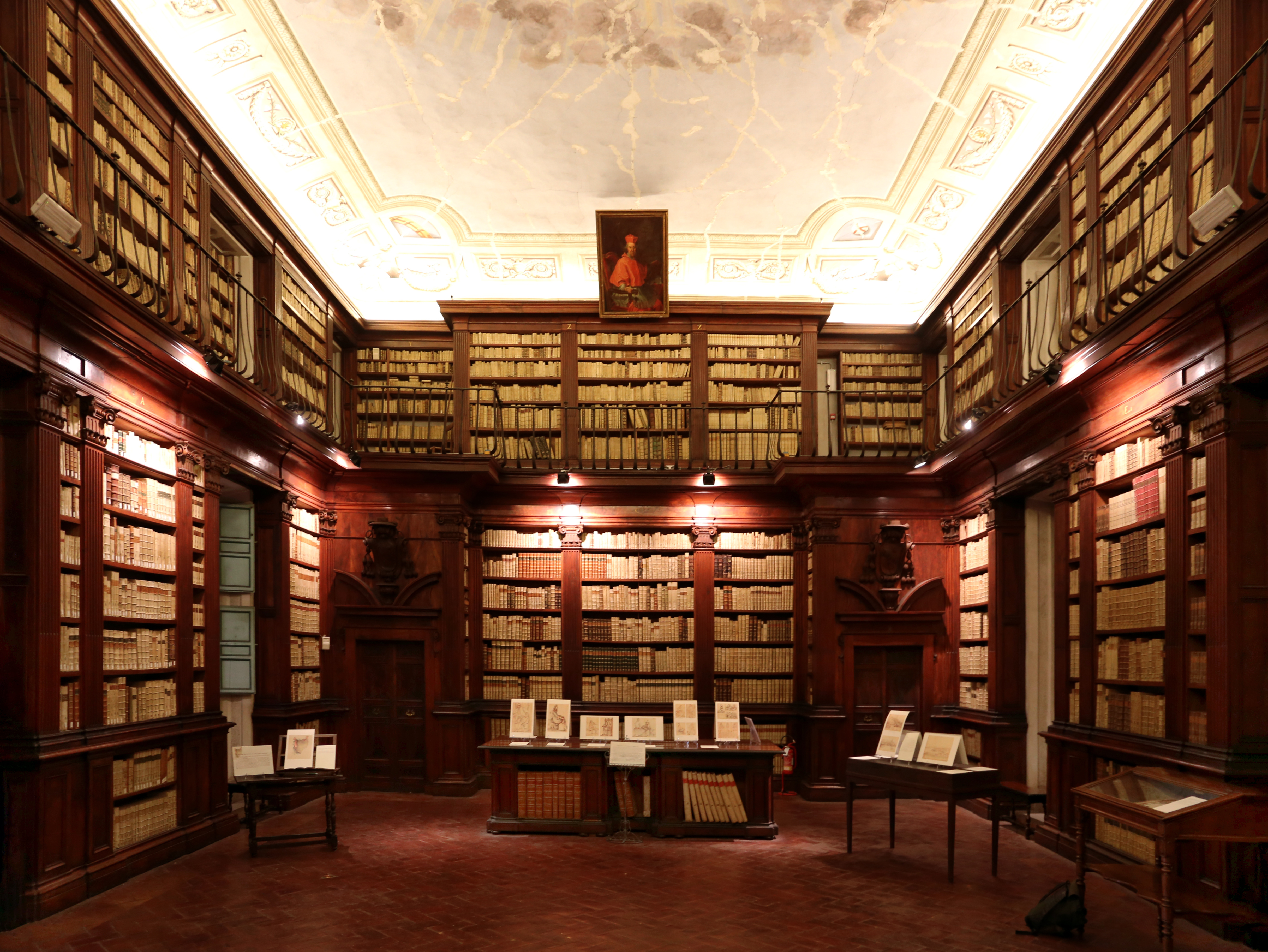
Sala di lettura

Nata nel 1726 dalla donazione "inter vivos" della libreria del cardinale Carlo Agostino Fabroni (1651-1727), fu aperta al pubblico nel 1730 nell'oratorio della chiesa dei Santi Prospero e Filippo. Nel 1810, a seguito della soppressione dell'ordine di San Filippo Neri, passò al Comune di Pistoia e successivamente, con la Restaurazione, divenne proprietà del Capitolo della Cattedrale. Nel 1917 al patrimonio originariosi aggiunse la donazione della biblioteca dell'avvocato pistoiese Tommaso Gelli di circa 5000 volumi principalmente di storia locale.

## Descrizione
La biblioteca è collocata in un grande salone ricoperto sui 4 lati da scaffalature in legno originali sormontate da un ballatoio con ulteriori scaffalature. A fianco della porta di ingresso 2 statue in marmo di Augusto Cornacchini di Pescia, Nascita e La deposizione.

### Patrimonio librario
Il patrimonio è composto da circa 20000 volumi a stampa, tra i quali incunaboli e oltre 400 manoscritti. Prevalgono i testi a carattere religioso: edizioni della Bibbia di secoli diversi, opere dei Padri della chiesa, storie ecclesiastiche, regole di ordini monastici, studi agiografici, opere concernenti la Sacra Rota, documenti sul giansenismo, sul Concilio di Trento e sulla Bolla Unigenitus.
È presente anche un ampio fondo a carattere umanistico: classici latini ed italiani, opere di storia e di storia dell'arte, opere giuridiche e filosofiche. Da segnalare una importante raccolta dedicata alle missioni cattoliche in Cina, nonché un ampio fondo geografico e un più ristretto fondo scientifico (secoli XVII-XVIII) costituito da opere di medicina, fisica, scienze naturali, aritmetica e geometria.